# 전갈자리 AH
전갈자리 AH는 전갈자리에 위치한 적색 초거성이자, 변광성으로, 알려진 반지름이 가장 큰 별 중 하나이며, 우리 은하에서 가장 광도가 높은 적색 초거성 중 하나이다.

## 거리
전갈자리 AH의 거리는 불확실한 것으로 간주된다. 메이저의 VLBI 측정은 산소가 풍부한 항성 주위 물질에서 SiO, H2O 및 OH 메이저의 관측을 기반으로 2,260파섹의 정확한 거리를 제공했다. 메이저는 13km/s의 속도로 별에 접근하는 것으로 관찰되었으며, 이는 시각적 변화의 약 0.55 위상의 전반적인 수축을 나타낸다.

## 특성

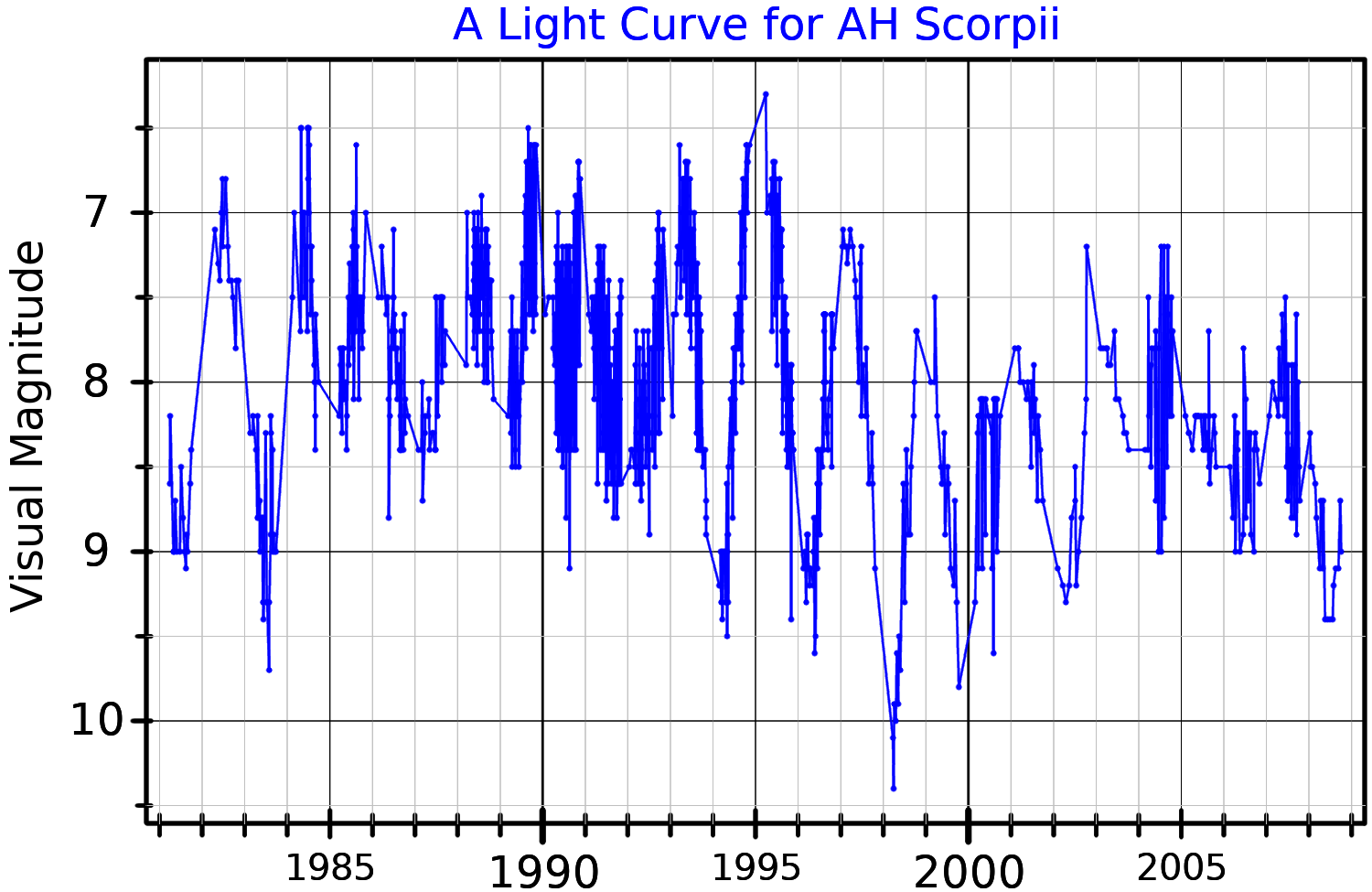
AAVSO 데이터에 기반한 전갈자리 AH의 가시광선 대역 광도곡선

전갈자리 AH는 먼지로 둘러싸인 적색초거성이며 주주기가 714일인 준규칙 변광성으로 분류된다. 총 겉보기 등급 범위는 6.5 - 9.6이며 긴 이차주기가 감지되지 않았다. 최대 광도 근방의 전갈자리 AH의 모델링을 통해 유효 온도는 3,682±190 K, 광도는 330,000+270,000
−150,000 L☉로 결정되었다. 1,411±124 R☉의 반경은 5.81±0.15 mas의 시지름과 2.26±0.19 kpc의 주어진 거리에서 결정되었다.

## 같이 보기
- 궁수자리 KW
- 방패자리 UY
- 백조자리 NML
- 큰개자리 VY
- 세페우스자리 VV